# Crocodylus raninus
Crocodylus raninus là một loài cá sấu trong họ Crocodylidae. Loài này được Müller & Schlegel mô tả khoa học đầu tiên năm 1884.